# Thrift Shop
"Thrift Shop" é uma canção do duo norte-americano de hip hop Macklemore & Ryan Lewis, gravada para o álbum de estreia da dupla, The Heist. Conta com a participação de Wanz, sendo escrita pelos dois intérpretes e produzida por Lewis. O seu lançamento ocorreu a 27 de agosto de 2012 através da editora discográfica independente Macklemore LLC. Desde então, conseguiu alcançar a primeira posição em várias tabelas musicais de diversos países, como na Austrália, Bélgica, Canadá, Dinamarca, França, Estados Unidos, Irlanda, Noruega, Reino Unido, entre outros. Até à data, o single vendeu 6,870,000 cópias apenas em território norte-americano, sendo certificado seis platinas pela Recording Industry Association of America (RIAA). 

## Faixas e formatos
A versão single de "Thrift Shop" contém apenas uma faixa com duração de três minutos e cinquenta e cinco segundos. Foi ainda comercializada em CD single com "Ten Thousand Hours" como lado B.
| Descarga digital |               |         |  |
| N.º              | Título        | Duração |  |
| 1.               | "Thrift Shop" | 3:55    |  |

| CD single |                      |         |  |
| N.º       | Título               | Duração |  |
| 1.        | "Thrift Shop"        | 3:55    |  |
| 2.        | "Ten Thousand Hours" | 4:10    |  |

## Desempenho nas tabelas musicais

### Posições
| Tabela musical (2012-2013)                       | Melhor posição |
| ------------------------------------------------ | -------------- |
| Alemanha - Media Control AG                      | 2              |
| Austrália - ARIA Singles Chart                   | 1              |
| Áustria - Ö3 Austria Top 75                      | 2              |
| Bélgica - Ultratop (Flandres)                    | 1              |
| Bélgica - Ultratop (Valónia)                     | 1              |
| Brasil - Brasil Hot Pop Songs                    | 57             |
| Brasil - Billboard Brasil Hot 100                | 16             |
| Canadá - Canadian Hot 100                        | 1              |
| Dinamarca - Tracklisten                          | 1              |
| Eslováquia - IFPI                                | 30             |
| Espanha - PROMUSICAE                             | 12             |
| Estados Unidos - Billboard Hot 100               | 1              |
| Estados Unidos - Billboard Pop Songs             | 1              |
| Estados Unidos - Billboard R&B/Hip-Hop Songs     | 1              |
| Estados Unidos - Billboard Rap Songs             | 1              |
| Estados Unidos - Billboard Dance/Club Play Songs | 27             |
| Europa - Euro Digital Songs                      | 1              |
| Finlândia - Suomen virallinen lista              | 1              |
| França - SNEP                                    | 1              |
| Hungria - Rádiós Top 40                          | 9              |
| Irlanda - IRMA                                   | 1              |
| Israel - Media Forest                            | 1              |
| Itália - FIMI                                    | 2              |
| Nova Zelândia - NZ Top 40 Singles Chart          | 1              |
| Noruega - VG-lista                               | 1              |
| Países Baixos - Mega Single Top 100              | 2              |
| Polónia - Dance Top 50                           | 14             |
| Chéquia - IFPI Česká Republika                   | 4              |
| Reino Unido - UK Singles Chart                   | 1              |
| Reino Unido - UK R&B Singles Chart               | 1              |
| Reino Unido - UK R&B UK Indie Chart              | 1              |
| Suécia - Sverigetopplistan                       | 2              |
| Suíça - Schweizer Hitparade                      | 1              |
| Venezuela - Pop/Rock General                     | 4              |

### Final de ano
| Tabela musical (2012)                | Posição |
| ------------------------------------ | ------- |
| Austrália - Australian Singles Chart | 9       |

### Certificações
| País           | Provedor     | Certificação |
| -------------- | ------------ | ------------ |
| Alemanha       | BVMI         | Platina      |
| Austrália      | ARIA         | 9× Platina   |
| Áustria        | IFPI         | Ouro         |
| Bélgica        | BEA          | Ouro         |
| Canadá         | Music Canada | 8× Platina   |
| Dinamarca      | IFPI         | 3× Platina   |
| Estados Unidos | RIAA         | 6× Platina   |
| Itália         | FIMI         | Platina      |
| Nova Zelândia  | RIANZ        | 4× Platina   |
| Reino Unido    | BPI          | Platina      |
| Suécia         | GLF          | 4× Platina   |
| Suíça          | IFPI         | Platina      |